# Diócesis de Santo Domingo en Ecuador
La diócesis de Santo Domingo en Ecuador (en latín: Dioecesis Sancti Dominici in Aequatoria) es una circunscripción eclesiástica de la Iglesia católica en Ecuador. Se trata de una diócesis latina, sufragánea de la arquidiócesis de Portoviejo. Desde el 24 de marzo de 2015 su obispo es Bertram Wick Enzler.

## Territorio y organización

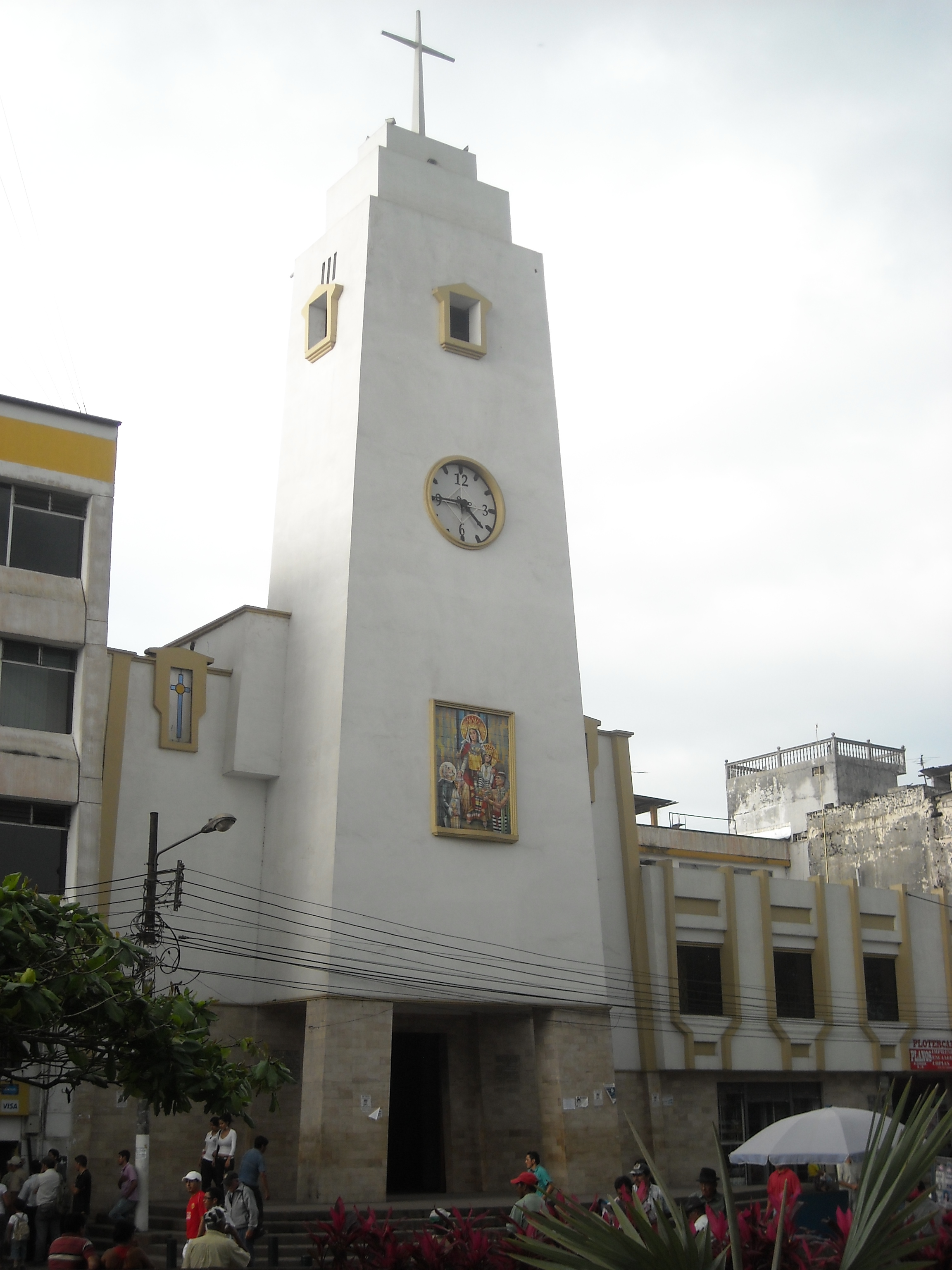
Excatedral de La Ascensión del Señor, en Santo Domingo

La diócesis tiene 8500 km² y extiende su jurisdicción sobre los fieles católicos de rito latino residentes en la provincia de Santo Domingo de los Tsáchilas y la parte occidental de la provincia de Pichincha.
La sede de la diócesis se encuentra en la ciudad de Santo Domingo, en donde se halla la Catedral de El Buen Pastor y la excatedral de La Ascensión del Señor.
En 2022 en la diócesis existían 60 parroquias.

## Historia

### Antecedentes
Durante la época colonial visitaron la selva ecuatoriana, casi inaccesible, los misioneros dominicos de los cuales Santo Domingo recibe su nombre.
Desde 1930 la arquidiócesis de Quito atendió esta comarca como un caserío o recinto de Machachi, de Aloag, de Chillogallo y de San Roque de la ciudad de Quito, sucesivamente.
En 1906 aparecen los primeros libros parroquiales. 
En la parroquia central se celebraron dos matrimonios: uno de los tsáchilas (o colorados) y otro de colonos.
En 1942 la Congregación de la Misión realizó ya una misión en esta tierra con el presbítero Ulpiano Espinoza de los Monteros. 
La llegada del presbítero Germán Maya, a los 2 años de ordenado y nombrado coadjutor de San Roque de Quito, fue decisiva para la atención pastoral. 
El 8 de agosto de 1948 Germán Maya fue nombrado primer párroco de Santo Domingo de los Colorados.
En 1950 llegaron las Hermanas Lauritas como misioneras de los tsáchilas; en 1953 las Hermanas de la Caridad para la pastoral, posteriormente se ocuparon del hospital.
En 1965 se elevó a Santo Domingo a la categoría de vicaría foránea.
Los Hermanos Maristas llegaron en 1967 para la educación de la juventud.

### Prelatura territorial
La prelatura territorial de Santo Domingo de los Colorados fue erigida el 5 de enero de 1987 mediante la bula Patres atque pastores del papa Juan Pablo II, obteniendo el territorio de la arquidiócesis de Quito, de la que originalmente era sufragánea.
El único obispo prelado fue Emilio Lorenzo Stehle, elegido al mismo tiempo de la erección de la prelatura territorial. Ejerció anteriormente el cargo de obispo auxiliar de Quito.
El 25 de febrero de 1994 pasó a formar parte de la nueva provincia eclesiástica de la arquidiócesis de Portoviejo.

### Diócesis
El 8 de agosto de 1996 fue elevada al rango de diócesis con el nombre de diócesis de Santo Domingo de los Colorados (Dioecesis Coloratensis) mediante la bula Cum hisce recentioribus del papa Juan Pablo II. Emilio Lorenzo Stehle, quién se desempeñaba como obispo prelado, pasó a ser el primer obispo diocesano.
El 7 de marzo de 2003 Wilson Moncayo anunció la construcción de la nueva Catedral de El Buen Pastor, con capacidad para 1200 fieles. La catedral fue construida con los ingresos de algunas loterías organizadas y con la ayuda de fondos provenientes de países como Alemania e Italia.
El 18 de junio de 2008 la diócesis asumió su nombre actual.
El 25 de septiembre de 2021 se consagró la nueva Catedral de El Buen Pastor.

## Estadísticas
Según el Anuario Pontificio 2023 la diócesis tenía a fines de 2022 un total de 753 205 fieles bautizados.
| Año                                                                             | Población            | Población | Población      | Sacerdotes | Sacerdotes    | Sacerdotes    | Bautizados por sacerdote | Diáconos permanentes | Religiosos | Religiosos | Parroquias |
| Año                                                                             | Bautizados católicos | Total     | % de católicos | Total      | Clero secular | Clero regular | Bautizados por sacerdote | Diáconos permanentes | Varones    | Mujeres    | Parroquias |
| ------------------------------------------------------------------------------- | -------------------- | --------- | -------------- | ---------- | ------------- | ------------- | ------------------------ | -------------------- | ---------- | ---------- | ---------- |
| 1990                                                                            | 450 000              | 480 000   | 93.8           | 36         | 20            | 16            | 12 500                   |                      | 23         | 39         | 32         |
| 1999                                                                            | 575 000              | 595 000   | 96.6           | 54         | 32            | 22            | 10 648                   | 3                    | 33         | 90         | 48         |
| 2000                                                                            | 585 000              | 600 000   | 97.5           | 90         | 45            | 45            | 6500                     | 3                    | 57         | 84         | 48         |
| 2001                                                                            | 585 000              | 600 000   | 97.5           | 91         | 46            | 45            | 6428                     | 2                    | 57         | 87         | 48         |
| 2002                                                                            | 585 000              | 650 000   | 90.0           | 96         | 51            | 45            | 6093                     | 2                    | 57         | 93         | 50         |
| 2003                                                                            | 585 000              | 675 000   | 86.7           | 66         | 42            | 24            | 8863                     | 1                    | 33         | 103        | 57         |
| 2004                                                                            | 600 000              | 700 000   | 85.7           | 78         | 51            | 27            | 7692                     | 1                    | 33         | 105        | 57         |
| 2008                                                                            | 635 000              | 741 000   | 85.7           | 85         | 50            | 35            | 7470                     | 2                    | 38         | 100        | 58         |
| 2010                                                                            | 653 000              | 763 000   | 85.6           | 77         | 46            | 31            | 8480                     | 2                    | 31         | 103        | 58         |
| 2014                                                                            | 785 000              | 850 000   | 92.4           | 87         | 56            | 31            | 9022                     | 2                    | 33         | 87         | 57         |
| 2017                                                                            | 725 700              | 839 600   | 86.4           | 96         | 58            | 38            | 7559                     | 1                    | 41         | 111        | 59         |
| 2020                                                                            | 741 200              | 866 400   | 85.5           | 80         | 52            | 28            | 9265                     | 1                    | 31         | 101        | 60         |
| 2022                                                                            | 753 205              | 879 466   | 85.6           | 84         | 55            | 29            | 8966                     |                      | 32         | 79         | 60         |
| Fuente: Catholic-Hierarchy, que a su vez toma los datos del Anuario Pontificio. |                      |           |                |            |               |               |                          |                      |            |            |            |

## Episcopologio

### Obispo prelado de Santo Domingo de los Colorados
| Foto | Escudo | Titular                 | Período            | Período             | Fin del cargo (razón)       |
| Foto | Escudo | Titular                 | Inicio             | Fin                 | Fin del cargo (razón)       |
| ---- | ------ | ----------------------- | ------------------ | ------------------- | --------------------------- |
| Foto | Escudo | Titular                 |                    |                     | Fin del cargo (razón)       |
|      |        | Emilio Lorenzo Stehle † | 5 de enero de 1987 | 8 de agosto de 1996 | Pasa a ser obispo diocesano |

### Obispos de Santo Domingo de los Colorados
| Foto | Escudo | Titular                        | Período             | Período             | Fin del cargo (razón)           |
| Foto | Escudo | Titular                        | Inicio              | Fin                 | Fin del cargo (razón)           |
| ---- | ------ | ------------------------------ | ------------------- | ------------------- | ------------------------------- |
| Foto | Escudo | Titular                        |                     |                     | Fin del cargo (razón)           |
|      |        | Emilio Lorenzo Stehle †        | 8 de agosto de 1996 | 11 de mayo de 2002  | Retirado                        |
|      |        | Wilson Abraham Moncayo Jalil † | 11 de mayo de 2002  | 18 de junio de 2008 | Cambio de nombre de la diócesis |

### Obispos de Santo Domingo en Ecuador
| Foto | Escudo | Titular                        | Período                      | Período             | Fin del cargo (razón) |
| Foto | Escudo | Titular                        | Inicio                       | Fin                 | Fin del cargo (razón) |
| ---- | ------ | ------------------------------ | ---------------------------- | ------------------- | --------------------- |
| Foto | Escudo | Titular                        |                              |                     | Fin del cargo (razón) |
|      |        | Wilson Abraham Moncayo Jalil † | 18 de junio de 2008          | 12 de marzo de 2012 | Falleció              |
|      |        | Bertram Víctor Wick Enzler     | Desde el 24 de marzo de 2015 |                     |                       |